# Wyeomyia pallidoventer
Wyeomyia pallidoventer är en tvåvingeart som beskrevs av Theobald 1907. Wyeomyia pallidoventer ingår i släktet Wyeomyia och familjen stickmyggor. Inga underarter finns listade i Catalogue of Life.